# I Don't Know!
「I Don't Know!」（アイ・ドント・ノウ）は、BaBeが1987年5月にリリースした2枚目のシングルである(EP: 7A0722)。

## 解説
フジテレビ系ドラマ『アナウンサーぷっつん物語』の主題歌。同年6月に発売されたBaBeの1stアルバム『Bravo!』には、大村雅朗が編曲を担当した別バージョンが収録された。
フジテレビ系『夜のヒットスタジオDELUXE』の初出演時（1987年6月17日放送）の披露曲は前作の「Give Me Up」ではなくこの曲であった。この回には前作のオリジナル歌手であるマイケル・フォーチュナティが来日・スタジオ出演しており、彼が歌う「Give Me Up」のステージでは2コーラス目から飛び入りでBaBeの二人もバッグダンサーとして参加し、華を添えた。
1987年末までテレビ朝日『パオパオチャンネル』金曜日にてサビの部分がアイキャッチとして使用、通常と転調バージョンの2種類あった。
BaBeのベストアルバム『My これ!クションBaBe BEST』（2002年3月20日発売）と、『BaBe SINGLESコンプリート』 （2007年8月17日発売）では、1番の終わりの直後にマスターテープの劣化による些細なノイズが一瞬だけ入る。さらに間奏部分が2小節分、秒数にして4秒ほどがカットされている（その後のベストでは補修されている）。
2005年末、「今年のベストシングル」のトップ50のリストで本曲が49位にランク付けで選出されている。また、近年ではTikTokで若者がこの曲に合わせて踊る動画が投稿されたり、『死ぬまでに聞きたい曲』のリストに於いて”BaBe/I Don't Know”が選ばれるなど幅広い年齢の世代に支持されている。

## 収録曲
1. I Don't Know!
  - 作詞:森雪之丞／作曲:中崎英也／編曲:中崎英也、杉山卓夫
2. 大人は判ってくれない
  - 作詞:森雪之丞／作曲:羽場仁志／編曲:杉山卓夫

## カバー
- 2005年にアイドルユニット「ニコモノ」によって『I Don't Know』（感嘆符なし）のタイトルでカバーされた。
- 「243と吉崎綾」が2017年2月22日発売の1stシングル『恋のロマンス』のカップリング曲としてカバー。
- 「クリィミーマミ（太田貴子）×綾瀬めぐみ（島津冴子）」が、2023年7月26日発売のCD「魔法の天使 クリィミーマミ 80's J-POPヒッツ」でカバー。